# Massacre da igreja de Charleston
Na noite de 17 de junho de 2015, um massacre ocorreu na Igreja Metodista Episcopal Africana Emanuel, no centro de Charleston, Carolina do Sul, Estados Unidos. A igreja é uma das mais antigas igrejas de afro-americanos no país e tem sido um local para a organização comunitária em torno dos direitos civis. Nove pessoas foram mortas, incluindo o pastor e Clementa C. Pinckney. A décima pessoa que foi baleada sobreviveu.
A polícia prendeu um suspeito, mais tarde identificado como Dylann Roof, 21 anos, em Shelby, Carolina do Norte, na manhã seguinte ao ataque. O Departamento de Justiça dos Estados Unidos está investigando a possibilidade do assassinato em massa ter sido um crime de ódio ou um ato de terrorismo doméstico, entre outros cenários. Roof foi indiciado por nove acusações por parte do estado da Carolina do Sul.
A 10 de janeiro de 2017, Dylann Roof, o perpetrador do ataque, foi sentenciado a morte por um juri popular.